# Prințul Friedrich Karl al Prusiei (1893-1917)
Prințul Tassilo Wilhelm Humbert Leopold Friedrich Karl al Prusiei (6 aprilie 1893 – 6 aprilie 1917) a fost prinț german și călăreț care a participat la Jocurile Olimpice din 1912.

## Biografie
Prințul Friedrich Karl von Preußen s-a născut la Schloss Klein-Glienicke, Potsdam/Berlin. A fost al doilea fiu al Prințului Friedrich Leopold al Prusiei  (1865–1931) și a Prințesei Louise Sophie de Schleswig-Holstein-Sonderburg-Augustenburg (1866–1952). A fost nepot al Prințului Friedrich Karl al Prusiei.
A făcut parte din echipa de călărie care a reprezentat Germania la Jocurile Olimpice de la Stockholm din 1912, unde a câștigat medalia de bronz. Calul său în timpul competiției a fost "Gibson Boy".
A luptat în Primul Război Mondial între 1914 și 1917. În timpul unei patrulări, la 21 martie 1917 a fost forțat să aterizeze, motorul său fiind lovit iar el rănit ușor la picior. În timp ce mergea spre propriul front, a fost rănit grav în spate de trupele australiene. A fost luat în captivitate, unde a murit din cauza rănilor sale pe 6 aprilie 1917 la Saint-Étienne-du-Rouvray.